# Martín Vitali
Martín Ariel Vitali (Moreno, provincia de Buenos Aires, 11 de noviembre de 1975) es un exfutbolista argentino que jugaba como defensor lateral y volante por derecha. Tuvo un excelente paso por Racing Club donde salió campeón después de 35 años.
Se retiró a la edad de 36 años, luego de traer varias lesiones en la rodilla izquierda. Su último paso fue trabajando en las inferiores de Racing.

## Trayectoria

### Ferro Carril Oeste
Pelotin debutó profesionalmente en Ferro Carril Oeste en un partido ante San Lorenzo en el año 1996. Luego de descender con Ferro, Vitali pasó por Independiente en la temporada 2000-01. Jugó de 1996 a 2000 en Ferro, anotando un gol y asistiendo siete veces.

### Independiente
Llega al club como un desconocido, generalmente jugó de doble cinco y volante por derecha. Cuando Racing lo adquirió fue considerado traidor al Rojo. No jugó muchos partidos pero dio incontables pases y convirtió un gol Unión de Santa Fe por la fecha 19 del Torneo Clausura 2001. Entre 2000 y 2001 jugó en Independiente 26 partidos anotando 1 gol y asistiendo 8 veces.

### Racing
Para la temporada siguiente, se incorporó a Racing. Con la Academia obtuvo el Torneo Apertura 2001 cortando de esa manera una racha de 35 años sin títulos nacionales para el club, fue el máximo asistidor de ese torneo y el que más minuto disputó junto a Diego Milito y Francisco Diego Maciel (un total de 19 partidos consecutivos jugando). Hizo un gol en el Clausura 2003 ante River Plate en la victoria 3 a 1 de la Academia en el mismísimo Monumental de Nuñez. El gol fue tras un pelotazo de Guillermo Rivarola, Chirola Romero hizo una jugada espectacular eludiendo a 2 defensores, definió ante el arquero que amortiguo la pelota, Martin Demichelis la saco en la línea pero hizo un mal movimiento y se resbaló, en esa acción Luis Rueda paso de largo y Pelotin aprovechó esa situación para rematar bien fuerte ante un arco vacío y ponerle el 2 a 0 parcial.
En "La Academia" jugó más de 50 partidos anotando 1 gol y asistiendo 20 veces, fue pieza fundamental en el Apertura 2001 cuando asistió 10 veces en el campeonato y uno de los máximos asistidores en la Copa Libertadores del 2003 con 5 pases goles.

### Paso por España
Vitali también jugó en España, defendiendo los colores del CD Leganés (jugando 30 partidos sin anotar goles pero uno de los asistidores del equipo entre Copa y campeonato con 6 pases de gol) y el Getafe CF entre 2003 y 2005 (jugando 37 partidos anotando 3 goles en la Copa y con 4 asistencias) hasta que regresó a Racing para el Torneo Clausura 2005. También es llamado como la gacela de Olaz.

### Racing (2.º ciclo)
Regresó a la primera de Racing el 29 de abril de 2007 en un partido de reserva ante Boca Juniors. Entre 2005 y 2007 jugó 42 partidos con 6 asistencias aunque varias lesiones le impidieron tener continuidad.

### Nueva Chicago
Luego de quedar libre en Racing debido a las constantes lesiones, tuvo un paso fugaz por Nueva Chicago, club del ascenso del fútbol argentino. En ese año (2007-2008) logró la continuidad que necesitaba para poder conseguir un nuevo traspaso al fútbol europeo. Jugó 72 partidos anotando 2 goles y teniendo 19 asistencias, volviendo al nivel que alguna vez en Racing tuvo, siendo uno de los pilares en el conjunto de Mataderos y figura del ascenso argentino.

### Segundo retorno a Europa
Militó en las filas del APOP Kinyras Peyias de Chipre. En el equipo chipriota marcó su récord de goles, convirtió 4 (su total de máximo goles en carrera era de 3 goles), donde finalmente se retiró en 2010, tras largas lesiones en la rodilla izquierda.

### Retirada
Luego de arrastrar varias lesiones, en 2011 decide terminar una excelente y exitosa carrera. Convirtió 12 goles en su carrera y jugó 395 partidos con 87 asistencias.

### Actualidad
Trabajó en las inferiores de Racing donde sacó a grandes deportistas como Ricardo Centurión y Luciano Vietto, antes de ellos a Luis Fariña. En 2015 dejó de trabajar en la institución de Avellaneda.
Volvió al Cilindro de Avellaneda en el partido de los Racing Campeón 2001 vs Racing Campeón 2014, siendo ovacionado por toda la gente.
En 2016 volvió al Cilindro para despedir a su excompañero de equipo, Diego Milito con quien fue campeón en Racing del famoso Apertura 2001.

## Títulos

### Nacional
| Club        | País      | Torneo        |
| ----------- | --------- | ------------- |
| Racing Club | Argentina | Apertura 2001 |

### Individual
| Distinción                             | Año  |
| -------------------------------------- | ---- |
| Máximo asistidor del Apertura 2001     | 2001 |
| Once ideal del 2001                    | 2001 |
| Máximo asistidor del la liga chipriota | 2010 |

## Clubes y estadísticas
| Club                | País      | Año         | Partidos | Goles | Asistencia |
| ------------------- | --------- | ----------- | -------- | ----- | ---------- |
| Ferro Carril Oeste  | Argentina | 1996 - 2000 | 88       | 1     | 7          |
| Independiente       | Argentina | 2000 - 2001 | 26       | 1     | 8          |
| Racing Club         | Argentina | 2001 - 2003 | 56       | 1     | 20         |
| CD Leganés          | España    | 2003 - 2004 | 32       | 0     | 12         |
| Getafe CF           | España    | 2004 - 2005 | 37       | 3     | 4          |
| Racing Club         | Argentina | 2005 - 2007 | 42       | 0     | 6          |
| Nueva Chicago       | Argentina | 2007 - 2009 | 72       | 2     | 19         |
| APOP Kinyras Peyias | Chipre    | 2009 - 2010 | 42       | 4     | 11         |
| Total               | Total     | 1996 - 2010 | 395      | 12    | 87         |